# Siervas de la Inmaculada Concepción de la Beata Virgen María
La Congregación de Siervas de la Inmaculada Concepción de la Beata Virgen María (oficialmente en latín: Congregatio Sororum Ancillarum ab Immaculata Conceptione Beatae Mariae Virginis, cooficialmente en polaco: Zgromadzenie Służebniczek Najświętszej Maryi Panny Niepokalanie Poczęte) es una congregación religiosa católica femenina de derecho pontificio, fundada por el religioso polaco Edmund Bojanowski, en Gostyń, el 3 de mayo de 1850. A las religiosas de este instituto se les conoce como Siervas de la Inmaculada Concepción.

## Historia

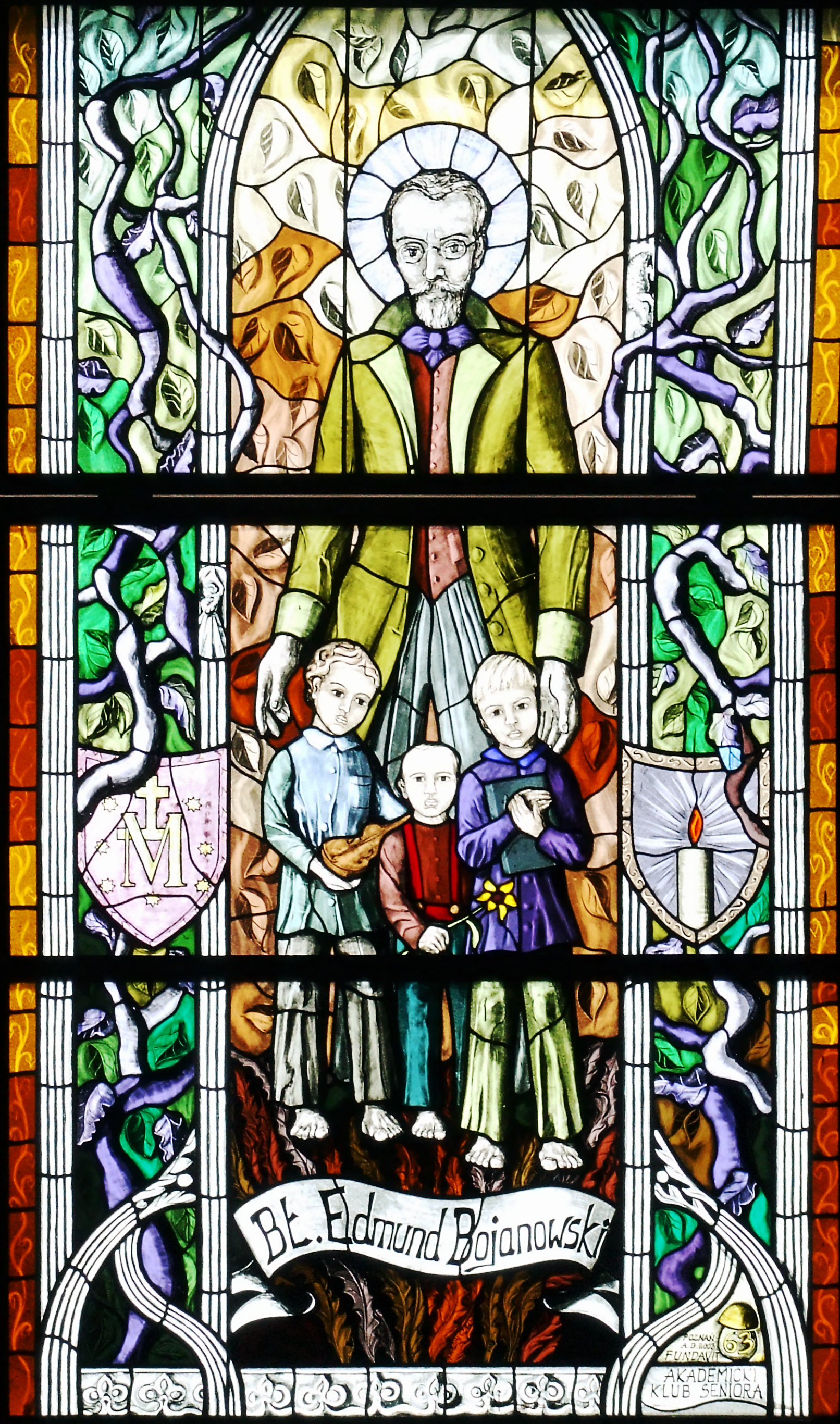
Edmund Bojanowski (1814-1871), fundador de la congregación.

El polaco Edmund Bojanowski, el 3 de mayo de 1850, dio inicio a un instituto religioso femenino con el fin de atender a los niños abandonados y campesinos, proporcionándoles una educación basada en los valores cristianos. La fecha indicada como fundación, es la fecha en que se da la apertura del asilo para los hijos de los campesinos. Era la primera obra de ese estilo en Polonia, y pronto se convirtió en símbolo del nacionalismo polaco, ya que las religiosas hablaban la misma lengua y vivían las mismas costumbres del pueblo. En 1858, el arzobispo de Poznań dio su aprobación a la obra de Bojanowski, por medio de la cual fue posible el primer periodo de expansión del instituto, fundando diversas comunidades en las regiones de Galitzia (1861) y Silesia (1866).
Las políticas antipolacas de los gobiernos vecinos, hicieron que en 1866, las religiosas de Galitzia se independizaran de la congregación. Más tarde sucedería lo mismo con las religiosas de Silesia. Mientras que la casa madre y todas las casas del Ducato de Poznań, bajo el dominio del Reino de Prusia, a causa de dichas divisiones y de la obligación del gobierno prusiano a cerrar la mayoría de sus casas, vivió un periodo de crisis que casi terminó por extinguir la congregación. En 1897, la casa general fue trasladada a Pleszew Wielkopolski.
Luego de la independencia de Polonia, en 1919, y la aprobación pontificia, el 18 de julio de 1931, las religiosas asumieron diversas actividades de asistencia y conocieron un nuevo periodo de expansión en Polonia, opacado solo por las dos guerras mundiales. Con la reforma de la Iglesia después del Vaticano II, las religiosas redescubrieron la actividad educativa de los orígenes.

## Organización
La Congregación de Siervas de la Inmaculada Concepción de la Beata Virgen María es un instituto religioso centralizado, cuyo gobierno depende de la superiora general, llamada Madre general, coadyuvada por su consejo. La casa general se encuentra en Luboń (Polonia).
Las religiosas se dedican a la educación de la infancia. En 2015, la congregación contaba con unas 328 religiosas y 53 comunidades, presentes en: Bielorrusia, Brasil, Italia, Kazajistán, Polonia y Suecia.